# Running Man
Pour les articles homonymes, voir Running Man.
Running Man (titre original : The Running Man) est un roman de science-fiction de Stephen King publié en 1982 sous le nom de plume de Richard Bachman. Ce roman dystopique présente des États-Unis à l'économie ruinée et parcourus par une violence omniprésente. Dans cette société en pleine décadence, un jeu télévisé, dans lequel les participants sont traqués à travers tout le pays, fait fureur, et un candidat décide de s'y présenter pour sauver sa fille malade. Le roman a fait l'objet d'une adaptation au cinéma, adaptation qui n'est que très vaguement basée sur le livre.

## Résumé
En 2025, dans des États-Unis devenus une dictature, parmi tous les jeux télévisés sadiques proposés par le Département des jeux, l'un d'entre eux fait fureur : La Grande Traque, où un participant doit, durant trente jours, échapper aux tueurs qui le poursuivent, tueurs aidés par la population qui est encouragée à donner sa localisation. Pour sauver Cathy, sa fille de dix-huit mois, malade, et payer le traitement nécessaire, Ben Richards, 28 ans, chômeur depuis peu et marié à Sheila, se présente aux sélections pour ce jeu et est accepté après diverses épreuves physiques et psychologiques. Les règles du jeu sont simples : Ben Richards doit échapper aux tueurs lancés à ses trousses un mois durant, chaque heure de vie rapporte 100 dollars à sa famille, chaque fonctionnaire de police tué donne droit à 500 dollars. Sa seule obligation consiste à envoyer régulièrement par courrier à la direction des jeux la preuve en image, par cassette vidéo, qu'il est toujours en vie.
Avant que le jeu ne commence, Ben rencontre le directeur des Jeux, Dan Killian, qui, visiblement intrigué par sa personnalité, lui donne de précieux conseils, parmi lesquels ceux de rester parmi les classes inférieures et opprimées, malgré un mépris clairement affiché. Avant que le jeu ne commence il est présenté sur scène avec des photos truquées affichées à l'écran, ce qui encourage la foule à le haïr immédiatement. La traque débute quelques minutes plus tard dans les rues de Co-Op City, alors que Ben vient de sortir du bâtiment des jeux. Il se procure un déguisement ainsi que de faux papiers et prend l'avion pour New York puis le bus pour Boston où il s'installe dans un YMCA. Ben soupçonne le réseau postal de fournir des informations aux chasseurs et en conclut qu'il ne peut rester longtemps au même endroit. L'attitude de certains passants autour de l'hôtel lui paraissant suspecte, il décide de s'échapper en se rendant dans le sous-sol de l'hôtel où il parvient à se glisser par un conduit d'évacuation alors que les forces de police le talonnent. Il a le temps avant sa fuite de déclencher un incendie qui provoque une explosion, tuant ses poursuivants. Le Libertel utilise ses morts pour le dépeindre comme un tueur sanguinaire aux classes moyennes qui sont parmi les soutiens du régime en place.
Ben erre dans les égouts avant de remonter à la surface et fait la connaissance d'un jeune noir et de son frère. Bien qu'aussitôt reconnu par le plus âgé, Bradley, il trouve dans la famille des deux noirs un accueil assez inespéré et des réponses à certaines de ses questions : le profit économique à outrance a incité les gouvernants à cacher la vérité sur la pollution de l'air afin de maintenir la population sous contrôle et limiter les révoltes sociales (les filtres à air sont vendus à prix d'or alors qu'ils pourraient être fabriqués pour une somme modique). Après avoir essayé dans ses cassettes de faire passer le message sur la pollution (message évidemment trafiqué par la direction des jeux), Ben se fait transporter clandestinement jusqu'à Manchester, dans le New Hampshire, par Bradley, qui lui fournit aussi le déguisement d'un religieux malvoyant et l'adresse d'un contact à Portland, Elton Parrakis.
Ben voyage jusqu'à Portland mais la mère de Parrakis le reconnaît et le dénonce à la police. Ben fuit en voiture avec Parrakis. Ils sont poursuivis par la police et Parrakis est grièvement blessé dans la fusillade. Ce dernier occupe alors la police le plus longtemps possible pour donner à Ben le temps de fuir. La ruse fonctionne et Ben prend en otage Amelia Williams, une automobiliste qui le reconnaît aussitôt. Celle-ci est terrorisée et refuse de l'écouter. Sans que leurs sentiments réciproques n'évoluent, leurs relations se stabilisent et Ben se fait finalement conduire jusqu'à l'aéroport de Derry.
Ben exige un avion aux réservoirs pleins et des pilotes pour se rendre où il souhaite, faute de quoi il fera tout sauter avec un explosif (qu'il ne possède évidemment pas). Un intense duel psychologique s'engage entre Evan McCone, le chef des « chasseurs », et Ben, le premier voulant à tout prix faire craquer Ben et son otage alors que le second mise tout sur son bluff. Malgré une tension extrême, le bluff semble fonctionner puisque l'avion est finalement prêt à temps et Ben embarque à son bord avec Amelia et McCone. Alors qu'ils sont en l'air, Ben est contacté par Dan Killian, le directeur des Jeux, qui lui révèle que son bluff a été éventé et que sa famille a été tuée peu de temps après le début du jeu. La seule chose qui retienne Dan Killian de faire sauter l'avion tient dans le fait que Ben est le premier candidat à avoir échappé aussi longtemps aux chasseurs. Killian propose alors à Ben de devenir le nouveau chef des chasseurs.
Conscient qu'il peut s'agir d'un nouveau bluff et surtout plein de haine et de rancœur liées à la disparition de sa femme et de sa fille et devant le cynisme de Killian, Ben fait mine d'accepter la proposition. Il tue ensuite l'équipage et échange des coups de feu avec McCone. Ben le tue mais est grièvement blessé. Il a juste la force de se traîner au poste de pilotage après avoir laissé Amelia sauter en parachute, et précipite son avion dans l'immeuble des jeux à l'endroit précis du bureau de Killian.

## Genèse du roman
Stephen King a précisé dans Écriture : Mémoires d'un métier avoir écrit le premier jet de son roman en une semaine au début des années 1970. Il l'a envoyé à la maison d'édition Doubleday qui l'a refusé, troisième refus essuyé par l'écrivain après Rage et Blaze. Le roman n'est donc finalement paru qu'en 1982 sous le pseudonyme de Richard Bachman.

## Analyse
Ce roman d'anticipation dystopique a un thème similaire à celui d'une nouvelle de 1958 de Robert Sheckley, Le Prix du danger. Constituant l'une des rares « escapades majeures de King dans la stricte science-fiction », le roman est structuré par des chapitres partant de 100 et égrenant de façon « inexorable » un compte à rebours qui sert de fil conducteur. Cette structure rappelle celle d'un jeu télévisé où « le but à atteindre est choisi afin de créer un maximum de suspense, alors que l'horloge se rapproche des ultimes secondes ». La compression de l'action pousse les lecteurs « vers l'avant, les attire, les aspire sans un temps mort ». Le roman présente des points communs avec les autres écrits sous le pseudonyme de Bachman : dans Rage, Charlie Dekker se révolte contre l'oppression parentale et scolaire alors qu'ici Ben Richards « se dresse contre la pression des médias » ; il passe son temps à courir là où Ray Garraty marche dans Marche ou crève mais le contexte et le résultat sont semblables ; enfin il a perdu sa famille, d'abord psychologiquement et ensuite physiquement, comme Barton Dawes dans Chantier.

## Intertextualité
- Certains aspects évoquent 1984 de George Orwell :
  - Le libertel, une télévision que chaque foyer doit posséder, diffuse des jeux en continu (Moulin de la fortune, Grande Traque, etc.). Le libertel, contrairement à ce que son nom semble indiquer est un outil d'aliénation utilisé par « Le réseau » (État autoritaire du livre) pour endoctriner les gens, les détourner de leurs vrais problèmes (dictature, pollution) et leur désigner des boucs émissaires. Le libertel fait évidemment penser au télécran dans 1984 de George Orwell. Le choix même du mot de libertel prouve l'influence d'Orwell. En effet, dans 1984, les mots perdent leur sens (novlangue), cela amène à des contresens acceptés par tous. Le mot libertel désignant un outil d'asservissement rejoint cette volonté totalitaire.
  - La « Grande Traque » désigne des boucs émissaires remarquables aux citoyens de cet état totalitaire et les candidats sont autant haïs qu’Emmanuel Goldstein dans 1984.
  - Dans le roman d'Orwell, l'Angsoc utilise le Novlangue comme outil de domination et fournit les prolétaires en proléaliment pour les abrutir, dans Running Man, le « Réseau » utilise les jeux télévisés.
  - L'avion que prend Richards dans la dernière partie du roman porte le numéro C1984.
- Dazzler, des X-Men, dit dans le volume 5 d’Ultimate X-Men à propos d'un show télévisé dans lequel des mutants étaient traqués et exécutés : « Ça pue le remake de Running Man. Si j'étais Stephen King, je ferais un procès. »

## Adaptations
Une version américaine reprenant le titre original a été réalisée par Paul Michael Glaser en 1987, avec Arnold Schwarzenegger dans le rôle de Ben Richards et Richard Dawson dans celui de Killian. Cette adaptation est cependant très éloignée de l'esprit originel du roman, n'en ayant gardé que l'idée de base du jeu télévisé et l'environnement totalitaire. Cette version se rapproche du film Le Prix du Danger (1983).
Une adaptation plus proche du roman, The Running Man d'Edgar Wright, sortira en 2025.